# Сушица (Албания)
Вижте пояснителната страница за други значения на Сушица.
Сушица е река в Южна Албания, приток на Вьоса. Дължината ѝ е 80 km.
Извора ѝ е югоизточната част на област Вльора, исторически Епир. Протича в северозапдна посока успоредно на Воюса, в която се влива в близост да Вльора.